# Mahlzeit
Mahlzeit är en serie läromedel i tyska, riktat till åk 6-9. Mahlzeit finns i tre böcker: Mahlzeit 1, Mahlzeit 2 och Mahlzeit 3. Författare är Kicki Karlsson, Ann-Kristin Lindström, Ylva Sandberg och Gulla Gudrun Schornack. Böckerna är utgivna från 2001.
Böckerna reviderades och finns numera för årskurs 6, 7, 8 och 9 i form av text- och övningsbok, men undantag för åk 6 som är en allt-i-ett-bok. Böckerna tar upp teman som In der Stadt, Jung sein, Interessen, Zukunft och mycket mer. Textera finns i olika svårighetsgrader och övningarna i övningsboken är tydligt markerade utifrån den förmåga som trönas, allt enligt Lgr11:s intentioner. I lärarhandledningen finns dessutom kopieringsmaterial för att låta eleverna själva upptäcka grammatiken innan man gemensamt går igenom det grammatiska momentet. 